# فریدریش برگیوس
فردریش کارل رودولف برژیوس (به آلمانی: Friedrich Karl Rudolf Bergius)‏ (۱۱ اکتبر ۱۸۸۴ – ۳۰ مارس ۱۹۴۹) شیمیدان آلمانی است. که برای ابداع و توسعه روش‌های شیمیایی با فشار زیاد در سال ۱۹۳۱ جایزه نوبل شیمی به او اعطا شد.